# Grande Prêmio do Canadá de 2011
Grande Prêmio do Canadá de 2011 foi a sétima prova da temporada de Fórmula 1 de 2011. Foi realizado no Autódromo Gilles Villeneuve. O treino classificatório ocorreu no dia 11 de junho daquele ano e teve como pole position o alemão Sebastian Vettel. A corrida foi realizada no dia seguinte e ocorreu de forma caótica. Teve a entrada do carro de segurança por várias vezes, além de várias bandeiras amarelas e uma bandeira vermelha que durou por duas horas. O vencedor foi o inglês Jenson Button, seguido por Sebastian Vettel e Mark Webber, respectivamente.
Interrompido várias vezes por causa das chuvas que caíram sobre o circuito, ele é o mais longo Grande Prêmio da história da Fórmula 1, com um tempo total de 4h 04 min 39 s, superando um recorde de sessenta anos que pertencia às 500 Milhas de Indianápolis de 1951, que na época fazia parte do calendário oficial da categoria.

## Relatório

### Treino classificatório
O treino classificatório ocorreu sem grandes acontecimentos. Na primeira parte do treino Jaime Alguersuari, Jarno Trulli, Heikki Kovalainen, Vitantonio Liuzzi, Timo Glock, Narain Karthikeyan e Jerome D'Ambrosio foram eliminados. O último, não se qualificou para a corrida por não conseguir um tempo dentro da regra dos 107%, entretanto recebeu liberação da organização da prova, que levou em consideração o fato de ele estar com um chassi novo, já que D'Ambrosio bateu forte no segundo treino de sexta-feira.
Na segunda parte foram eliminados Paul di Resta, Pastor Maldonado, Kamui Kobayashi, Adrian Sutil, Sebastien Buemi, Rubens Barrichello e Pedro de la Rosa. Já na terceira parte o grid de largada foi totalmente definido com o alemão Sebastian Vettel na pole position seguido pelos dois pilotos da Ferrari, o espanhol Fernando Alonso e o brasileiro Felipe Massa, respectivamente.

## Resultados

### Treino classificatório
| #                        | Nº | Piloto             | Equipe             | Q1        | Q2       | Q3       | Voltas |
| 1                        | 1  | Sebastian Vettel   | Red Bull-Renault   | 1:14.011  | 1:13.486 | 1:13.014 | 17     |
| 2                        | 5  | Fernando Alonso    | Ferrari            | 1:13.822  | 1:13.672 | 1:13.199 | 19     |
| 3                        | 6  | Felipe Massa       | Ferrari            | 1:14.026  | 1:13.431 | 1:13.217 | 20     |
| 4                        | 4  | Mark Webber        | Red Bull-Renault   | 1:14.375  | 1:13.654 | 1:13.429 | 22     |
| 5                        | 3  | Lewis Hamilton     | McLaren            | 1:14.114  | 1:13.926 | 1:13.565 | 18     |
| 6                        | 8  | Nico Rosberg       | Mercedes           | 1:14.920  | 1:13.950 | 1:13.814 | 14     |
| 7                        | 4  | Jenson Button      | McLaren            | 1:14.374  | 1:13.955 | 1:13.838 | 20     |
| 8                        | 7  | Michael Schumacher | Mercedes           | 1:14.970  | 1:14.242 | 1:13.864 | 14     |
| 9                        | 9  | Nick Heidfeld      | Renault            | 1:15.096  | 1:14.467 | 1:14.062 | 27     |
| 10                       | 10 | Vitaly Petrov      | Renault            | 1:14.699  | 1:14.354 | 1:14.085 | 25     |
| 11                       | 15 | Paul di Resta      | Force India        | 1:14.874  | 1:14.752 |          | 19     |
| 12                       | 12 | Pastor Maldonado   | Williams           | 1:15.585  | 1:15.043 |          | 20     |
| 13                       | 16 | Kamui Kobayashi    | Sauber             | 1:15.694  | 1:15.285 |          | 21     |
| 14                       | 14 | Adrian Sutil       | Force India        | 1:14.931  | 1:14.931 |          | 21     |
| 15                       | 18 | Sebastien Buemi    | Toro Rosso-Renault | 1:15.901  | 1:15.334 |          | 18     |
| 16                       | 11 | Rubens Barrichello | Williams           | 1:15.331  | 1:15.361 |          | 20     |
| 17                       | 17 | Pedro de la Rosa   | Sauber             | 1:16.229  | 1:15.587 |          | 21     |
| 18                       | 19 | Jaime Alguersuari  | Toro Rosso-Renault | 1:16.294  |          |          | 10     |
| 19                       | 21 | Jarno Trulli       | Lotus-Renault      | 1:16.745  |          |          | 12     |
| 20                       | 20 | Heikki Kovalainen  | Lotus-Renault      | 1:16.786  |          |          | 10     |
| 21                       | 23 | Vitantonio Liuzzi  | Hispania-Cosworth  | 1:18.424  |          |          | 10     |
| 22                       | 24 | Timo Glock         | Virgin-Cosworth    | 1:18.537  |          |          | 12     |
| 23                       | 22 | Narain Karthikeyan | Hispania-Cosworth  | 1:18.574  |          |          | 11     |
|                          | 25 | Jerome d'Ambrosio  | Virgin-Cosworth    | 1:19.4141 |          |          | 13     |
| Tempo dos 107%: 1:18.989 |    |                    |                    |           |          |          |        |

- Fonte: Site Oficial da Fórmula 1.[4]
- ↑1  Jerome d'Ambrosio não marcou tempo dentro da regra dos 107%, entretanto recebeu liberação para disputar a corrida, considerando o fato de estar com um chassi novo, já que bateu forte no segundo treino de sexta-feira.[3]

### Corrida
| #   | Nº | Piloto             | Equipe               | Voltas | Tempo       | Grid | Pontos |
| 1   | 4  | Jenson Button      | McLaren-Mercedes     | 70     | 4:04:39.537 | 7    | 25     |
| 2   | 1  | Sebastian Vettel   | Red Bull-Renault     | 70     | +2.7 s      | 1    | 18     |
| 3   | 2  | Mark Webber        | Red Bull-Renault     | 70     | +13.8 s     | 4    | 15     |
| 4   | 7  | Michael Schumacher | Mercedes             | 70     | +14.2 s     | 8    | 12     |
| 5   | 10 | Vitaly Petrov      | Renault              | 70     | +20.3 s     | 10   | 10     |
| 6   | 6  | Felipe Massa       | Ferrari              | 70     | +33.2 s     | 3    | 8      |
| 7   | 16 | Kamui Kobayashi    | Sauber-Ferrari       | 70     | +33.2 s     | 13   | 6      |
| 8   | 19 | Jaime Alguersuari  | Toro Rosso-Ferrari   | 70     | +35.9 s     | 18   | 4      |
| 9   | 11 | Rubens Barrichello | Williams-Cosworth    | 70     | +45.1 s     | 16   | 2      |
| 10  | 18 | Sebastien Buemi    | Toro Rosso-Ferrari   | 70     | +47.0 s     | 15   | 1      |
| 11  | 8  | Nico Rosberg       | Mercedes             | 70     | +50.4 s     | 6    |        |
| 12  | 17 | Pedro de la Rosa   | Sauber-Ferrari       | 70     | +63.6 s     | 17   |        |
| 13  | 23 | Vitantonio Liuzzi  | HRT-Cosworth         | 69     | +1 volta    | 21   |        |
| 14  | 25 | Jerome d'Ambrosio  | Virgin-Cosworth      | 69     | +1 volta    | 24   |        |
| 15  | 24 | Timo Glock         | Virgin-Cosworth      | 69     | +1 volta    | 22   |        |
| 16  | 20 | Jarno Trulli       | Lotus-Renault        | 69     | +1 volta    | 19   |        |
| 17  | 22 | Narain Karthikeyan | HRT-Cosworth         | 69     | +1 volta    | 23   |        |
| 18  | 15 | Paul di Resta      | Force India-Mercedes | 67     | Acidente    | 11   |        |
| Ret | 12 | Pastor Maldonado   | Williams-Cosworth    | 61     | Acidente    | 12   |        |
| Ret | 9  | Nick Heidfeld      | Renault              | 55     | Acidente    | 9    |        |
| Ret | 14 | Adrian Sutil       | Force India-Mercedes | 49     | Acidente    | 14   |        |
| Ret | 5  | Fernando Alonso    | Ferrari              | 36     | Acidente    | 2    |        |
| Ret | 21 | Heikki Kovalainen  | Lotus-Renault        | 28     | Transmissão | 20   |        |
| Ret | 3  | Lewis Hamilton     | McLaren-Mercedes     | 7      | Acidente    | 5    |        |

## Curiosidades
- Único GP em que Pedro de la Rosa entrou como piloto titular em 2011. Ele ia substituir Sergio Pérez, Que sofreu um acidente no treino classificatório para o Grande Prêmio de Mônaco.
- Felipe Massa ultrapassou Kamui Kobayashi na linha de chegada, no último instante.
- Últimos pontos de Rubens Barrichello.

## Tabela do campeonato após a corrida
Observe que somente as cinco primeiras posições estão incluídas na tabela.
| Pos | Var     | Piloto           | Pontos |
| --- | ------- | ---------------- | ------ |
| 1   | Estável | Sebastian Vettel | 161    |
| 2   | 2       | Jenson Button    | 101    |
| 3   | Estável | Mark Webber      | 94     |
| 4   | 2       | Lewis Hamilton   | 85     |
| 5   | Estável | Fernando Alonso  | 69     |

| Pos | Var     | Construtor       | Pontos |
| --- | ------- | ---------------- | ------ |
| 1   | Estável | Red Bull-Renault | 255    |
| 2   | Estável | McLaren-Mercedes | 186    |
| 3   | Estável | Ferrari          | 101    |
| 4   | Estável | Renault          | 60     |
| 5   | Estável | Mercedes         | 52     |